# Новий Пот
Новий Пот (словен. Novi Pot) — поселення в общині Содражиця, регіон Південно-Східна Словенія, Словенія.